# Acanthus albus
Acanthus albus är en akantusväxtart som beskrevs av Debnath, B.K.Singh och P.Giri. Acanthus albus ingår i släktet akantusar, och familjen akantusväxter. Inga underarter finns listade i Catalogue of Life.